# 産交バス水俣営業所
産交バス水俣営業所（さんこうバスみなまたえいぎょうしょ）は九州産交バスの子会社である産交バスの営業所の一つ。
かつては1991年に本体である九州産業交通から地域ごとに分社化され、熊南産交管内の営業所という位置付けがなされていたが、2005年4月に子会社再統合によって現在は産交バスの営業所として位置付けられている。

## 所在地
熊本県水俣市月浦
- 最寄りバス停: 水俣産交

当営業所の他に葦北郡芦北町佐敷に駐在車庫(佐敷車庫)があるが、主に当営業所から発着する。かつては水俣市大川と芦北町平国や福浦でも駐在があったが、大川はバス運用はあるものの、みなくるバスになった為に駐在は廃止された。いっぽう、2011年に平国線や福浦線の系統が大幅に減便された際に平国は夜間のみ1台駐在に変更、福浦は駐在が廃止され、2015年10月1日ダイヤ改正で平国線系統が全て廃止されたため、平国での駐在も廃止された。佐敷車庫については後述を参照。

## 担当路線
- 主に当営業所を起点として、水俣市内全域ならびに葦北郡の一部地域をカバーしている。水俣市からみなくるバスの運行も受託する。
- 当営業所が運行する路線においては九州産交グループ及び県内3事業者共通1日乗車券「わくわく1dayパス（熊本県内版）」は、2025年3月31日までは田浦線の赤松トンネル前 - 八代市役所前の区間を除き全て使用できなかったが、同年4月1日より当営業所全エリアで使用出来るようになった（ただし、「みなくるバス」では使用不可）。
- 水俣営業所担当のバス路線は「産交バス水俣地区路線図（2024年4月1日現在）」および「水俣市内全路線図（2023年1月現在）[1]」を表記。なお、運行経由地の中で『太文字』表記の停留所は終点とする便が設定されていることを意味する。

### 水俣産交担当路線

#### 一般路線バス（水俣・芦北方面）
| 路線名                               | 案内番号 | 起点       | 運行経由地 | 終点           | 備考 |
| ------------------------------------ | -------- | ---------- | --- | -------------- | --- |
| 水俣産交－田浦線線（佐敷方面系統）   | 1        | 水俣産交   | －水俣病資料館下－エコパーク道の駅みなまた－百間町－水俣駅前－旭町商店街－JAみなまた支所前－市役所前－新水俣駅－町原－津奈木駅前－ヘルシーパーク芦北前－佐敷駅前－田浦駅前－ | 道の駅たのうら | この路線は八代営業所との共同管轄路線で、八代水俣線として八代市内から水俣市内まで長距離を運行していた区間であったが利用率の低下に伴い、2013年10月1日ダイヤ改正で駅たのうらまで短縮と減便の上、田浦水俣線となった（八代営業所との共同管轄は継続）。区間便である水俣産交 - 佐敷車庫前間の旧佐敷車庫線も運行系統の合理化のため同日付けで一旦廃止され消滅したが、2023年10月1日ダイヤ改正で平日夜1本が佐敷駅前止まりに短縮される形で10年ぶりに復活した。同日のダイヤ改正では田浦佐敷線も土休日のみ日中1本が新設された。元の佐敷車庫線については後述の廃止路線を参照。 |
| 八代－田浦線                         | 11       | 八代市役所 | －出町－八代駅前－旭中央－八代工業高校前－短大高専前－平山新町－敷川内－日奈久温泉駅前－日奈久温泉前－君ヶ淵駐車場－こやぶ－赤松トンネル前－                                 | 道の駅たのうら | 水俣・八代、両営業所との共管路線。LED行先表示は「道の駅たのうら」と表示されるが、バスによっては表示が小さいため、LED行先表示が小さいバスのみ「11 道の駅たのうら」と表示される。「わくわく1dayパス」熊本県内版は、赤松トンネルまでは利用可能。赤松トンネル以南では利用できない。上記路線同様、八代営業所との共管路線。 |
| 水俣産交－田浦線線（水俣産交起終点） | 2        | 水俣産交   | －百間町－水俣駅前－旭町商店街－JAみなまた支所前－市役所前－新水俣駅－町原－津奈木役場前－津奈木駅前－                                                                       | つなぎ温泉前   | 旧平国・福浦線の一部を残す形で存続した路線である。 |
| 水俣産交－田浦線線（水俣港起終点）   | 3        | 水俣港     | －エコパーク道の駅みなまた－百間町－水俣駅前－旭町商店街－JAみなまた支所前－市役所前－新水俣駅－町原－津奈木役場前－津奈木駅前－                                             | つなぎ温泉前   | かつては平国・福浦方面に直通していたが、つなぎ温泉以遠は廃止となった（後述）。 |

#### みなくるバス
- 下記の路線は水俣市から委託運行のコミュニティバス路線。

| 路線名                          | 案内番号       | 起点       | 運行経由地 | 終点         | 備考                                                 |
| ------------------------------- | -------------- | ---------- | --- | ------------ | ---------------------------------------------------- |
| ■木臼野（茂川）・梅戸港線       | 41             | 木臼野上   | －茂川－野川－小田代公民館前－侍－江南橋－5区公民館前－水俣市役所－総合医療センター－二小入口－祇園神社前－梅戸港－エコパークナーサリー前－百間町－水俣駅前－旭町商店街－JAみなまた支所前－総合医療センター－          | 水俣市役所   | 1.5往復運行                                          |
| ■木臼野（茂川）・梅戸港線       | 42             | 水俣市役所 | （上記の41系統「水俣市役所－木臼野上」間往復）→総合医療センター→JAみなまた支所前→旭町商店街→ | 水俣駅前     | 0.5往復運行（「水俣市役所－木臼野上」間は1往復運行） |
| ■大川線                         | 21             | 水俣駅前   | －旭町商店街－JAみなまた支所前－総合医療センター－水俣市役所－水俣第一中学校前－田子の須－渡野入口－深川駅跡－葛彩館－みらい館前－暖谷－愛林館前－大川－                                                               | 大川公民館前 |                                                      |
| ■中屋敷線・葛彩館線             | 22（中屋敷線） | 水俣駅前   | －旭町商店街－JAみなまた支所前－総合医療センター－水俣市役所－水俣第一中学校前－田子の須－渡野入口－松山－葛彩館－みらい館前－新屋敷－本屋敷－                                                                         | 中屋敷       |                                                      |
| ■中屋敷線・葛彩館線             | 23（葛彩館線） | 水俣駅前   | －旭町商店街－JAみなまた支所前－総合医療センター－水俣市役所－水俣第一中学校前－田子の須－渡野入口－松山－葛彩館－みらい館前－新屋敷－本屋敷－                                                                         | 中屋敷       | 23系統「葛彩館線」は「水俣駅前－葛彩館」の区間便     |
| ■湯の児線                       | 51             | 水俣駅前   | －旭町商店街－JAみなまた支所前－総合医療センター－水俣市役所－桜ヶ丘－白梅病院前－ | 湯の児       |                                                      |
| ■茂道・湯の鶴（頭石・招川内）線 | 31             | 茂道漁港   | －袋中学校前－おれんじ館－浦上町－百間町－水俣駅前－旭町商店街－JAみなまた支所前－総合医療センター－水俣市役所－水光社陣内店前－南福寺－江南橋－内山団地前－御手洗団地前－新屋敷－湯の鶴温泉センター－流合橋－頭石橋－ | 頭石         |                                                      |
| ■茂道・湯の鶴（頭石・招川内）線 | 32             | 茂道漁港   | （上記の31系統「茂道漁港－頭石」間重複）－頭石橋－鞍淵橋－ | 招川内       | 「頭石橋－頭石」間は往復運行                         |
| ■茂道・湯の鶴（頭石・招川内）線 | 33             | 茂道漁港   | （上記の31系統「茂道漁港－流合橋」間重複）－流合橋－鞍淵橋－ | 招川内       |                                                      |

### 佐敷車庫・佐敷駅（芦北町内）からの発着路線
当営業所のほか、バスの常駐場所として佐敷車庫に2台のバスが配置され、田浦水俣線を担当している。かつては芦北町や津奈木町内全域も担当しており、佐敷車庫には5台のバスが配置されていた。佐敷車庫や佐敷駅を中心に佐敷港、水俣駅（3号線経由・大崎・平国経由）、白石駅、葛俣、古石、長崎、百木、あしきた青少年の家、田川方面などへのバスが多数発着していた。しかし沿線の過疎化に伴う深刻な乗客減により芦北町側が自治体バスとして廃止代替バス「あしきたふれあいツクールバス」や乗合タクシーを導入した事により白石駅や葛俣方面のバスは2011年6月までに全て廃止された。芦北町はその後も過疎化が止まらず、残存した佐敷車庫からの平国、鶴木山、田川方面の路線バスも深刻な利用率の低下がネックとなり、こちらも2015年10月1日のダイヤ改正で「あしきたふれあいツクールバス」や乗合タクシーに転換され、田浦水俣線を残して全て廃止された。このダイヤ改正で佐敷駅からの路線バスの発着は幹線道路（国道3号線）を通る田浦水俣線のみとなり、佐敷車庫、佐敷港、湯浦駅発着で県道56号線、県道305号線を走る定期路線バスは全て消滅した。現在は佐敷車庫からは田浦水俣線の回送便が発着するのみである。晩年は佐敷駅発着がほとんどで、佐敷車庫発の定期バスの設定は佐敷車庫線の大崎・福浦・平国経由水俣産交行きが午前中に1本発車、水俣港から平国・福浦経由のバスが3本が到着するのみで、あとは全て佐敷駅までの回送便であった。

## 廃止路線
- 熊本線「快速なぎさ号」（百間港－水俣駅前－旭町－（湯の児温泉）－津奈木役場前－佐敷－田浦駅前－君ヶ淵駐車場－日奈久温泉－八代駅前－宮原－小川四つ角－松橋産交－南田尻－熊農前－迎町－熊本交通センター（現：桜町BT））（1991年3月31日付）

中央営業所（当時）との共同管轄路線。夏季は湯の児温泉を経由していた。利用客低迷のため、1991年4月1日より君ヶ淵駐車場を始発着とした君ヶ淵・日奈久温泉－熊本交通センター線に短縮のうえ「快速ひなぐ号」に改称され八代営業所に移管したが、こちらも1992年4月30日を以って廃止されている。
- 佐敷港線（佐敷車庫－佐敷駅前－白岩－計石－佐敷港）（佐敷駅前－（直行）－佐敷港）（2005年5月31日付）

佐敷港から発着していた定期航路フェリーへのアクセス路線であったが、フェリーが2005年5月20日の運行を以て廃止されたため翌21日より31日まで直行バスが全便運休扱いとなり、鶴木山線に統合される形で6月1日に全便が廃止された。
- 大川線（水俣産交 - 水俣駅前 - 桜井町 - 旭町商店街 - 水俣郵便局前 - 総合医療センター - 市役所前 - 田子の須 - 渡野 - 久木野駅前 - 大川）（2006年1月24日付）

水俣市中心部と大川地区を結んでいた路線。大川地区の過疎化に伴う乗客減の悪化に伴い、みなくるバスに移管される形で廃止された。
- 白石線（佐敷車庫－佐敷駅前－社会教育センター入口－芦北高校入口－諏訪－大尼田－大岩－吉尾－和田口（吉尾駅前）－白石駅前）（2010年5月31日付）
- 和田口線（佐敷車庫－佐敷駅前－社会教育センター入口－芦北高校入口－諏訪－大尼田－大岩－吉尾－和田口（吉尾駅前））（2010年5月31日付）
- 大岩線（佐敷車庫－佐敷駅前－社会教育センター入口－芦北高校入口－諏訪－大尼田－大岩）（2010年5月31日付）
- 大野線（佐敷車庫－佐敷駅前－芦北高校入口－諏訪－塩浸（しおびたし）－大野温泉－才木－才木郵便局－大野小学校前－泥泪（どろめき）－葛俣（かずらまた））（2011年5月31日付）
- 古石線（社会教育センター入口－佐敷駅前－芦北町役場前－湯の浦駅前－寺川内－馬出野－内野小学校前－高岡－古道－古石）（2011年5月31日付）
- 長崎線（社会教育センター入口－佐敷駅前－芦北町役場前－湯の浦駅前－寺川内－賀倉－向中木場－長崎）（2011年5月31日付）
- 百木線（社会教育センター入口－佐敷駅前－芦北町役場前－湯の浦駅前－寺川内－賀倉－向中木場－百木（ももき））（2011年5月31日付）

各路線とも利用率の低下や運行形態の合理化に伴って廃止され、全て芦北町運営の「あしきたふれあいツクールバス」に移管された。
- 八代水俣線（水俣産交－百間町－水俣駅前－旭町商店街－新水俣駅前－つなぎ温泉前－ヘルシーパーク芦北前－佐敷駅前－泊－田浦駅前－道の駅たのうら－赤松－君ヶ淵－二見駅前－日奈久温泉前－日奈久温泉駅前－敷川内－平山新町－旭中央－八代駅前－出町－八代宮前－八代産交）（2010年9月30日付）（水俣産交－水俣病資料館（エコパーク）－百間町－水俣駅前－旭町商店街－新水俣駅前－つなぎ温泉前－ヘルシーパーク芦北前－佐敷駅前－泊－田浦駅前－道の駅たのうら－赤松－君ヶ淵－二見駅前－日奈久温泉前－日奈久温泉駅前－敷川内－平山新町－旭中央－八代駅前－出町－八代市役所前）（2013年9月30日付）
- 佐敷車庫線（3号線経由）（水俣産交－水俣病資料館（エコパーク）－百間町－水俣駅前－旭町商店街－新水俣駅－つなぎ温泉前－ヘルシーパーク芦北前－佐敷駅前－佐敷車庫前）（2013年9月30日付）

この路線は八代営業所との共同管轄路線で長距離を運行していた区間であったが、利用率の低下に伴い道の駅たのうらまで短縮と減便の上、田浦水俣線として当営業所の単独管轄となった。国道3号線経由の佐敷車庫線も八代水俣線と同じ区間を運行しており、乗車率が低い割に運行本数過剰が問題となったため、同日に平国線系統に全て統合される形で廃止されたが、佐敷車庫線は2023年10月1日ダイヤ改正で佐敷駅前までの水俣佐敷線として復活した。
- 佐敷車庫線（平国経由）（水俣産交－百間町－水俣駅前－旭町商店街－新水俣駅－つなぎ温泉前－赤崎－平国－合串（えごし）－三ツ島海水浴場－福浦－福浦橋－女島（めしま）－京泊り－石蕗の里（つわぶきのさと）－湯の浦橋－湯の浦駅前－芦北町役場前－佐敷駅前－佐敷車庫前）（2015年9月30日付）
- 佐敷車庫線（平国・大崎経由）（水俣産交－百間町－水俣駅前－旭町商店街－新水俣駅－つなぎ温泉前－赤崎－平国－合串－三ツ島海水浴場－福浦－福浦橋－女島－京泊り－内坪（うつぼ）－大崎－石蕗の里－湯の浦橋－湯の浦駅前－芦北町役場前－佐敷駅前－芦北高校入口－社会教育センター入口）（2015年9月30日付）
- 福浦線（水俣産交－百間町－水俣駅前－旭町商店街－新水俣駅－つなぎ温泉前－赤崎－平国－合串－三ツ島海水浴場－福浦）（2015年9月30日付）
- 平国線（水俣産交－百間町－水俣駅前－旭町商店街－新水俣駅－つなぎ温泉前－赤崎－平国）（2015年9月30日付）
- 旧水俣港線（水俣港－百間町－水俣駅前－旭町商店街－新水俣駅－つなぎ温泉前－赤崎－平国）（2015年9月30日付）
- 田川線（佐敷駅前－社会教育センター入口－花岡東－五本松－牛淵－田川）（2015年9月30日付）
- 鶴木山線（佐敷駅前－社会教育センター入口－白岩－計石－佐敷港前－鶴木山－鶴ヶ浜海水浴場－あしきた青少年の家）（2015年9月30日付）

平国線系統は犬瀬崎、三ツ島、女島など県道56号線の海沿いを走行するため当営業所路線でも指折りの絶景区間であったほか、赤崎、平国、福浦地区なども人口や住宅地が多い割に道幅が狭く交通網が発達していなかったため、佐敷、湯浦、津奈木、水俣の各駅からの主要路線の一つとして、また鶴木山線と田川線も町営施設へのアクセスや住民の足、スクールバス代わりとしてその後も残った。しかし急激な過疎化で乗客減に歯止めがかからず町の財政負担額が大きく増大し始めて問題となったため、合理化と財政対策で2015年10月1日から平国線系統では芦北町側の大崎、女島地区は社会教育センター入口・佐敷駅・湯浦駅－大崎・女島・福浦橋間が「あしきたふれあいツクールバス」女島線に転換され、津奈木町側の赤崎、平国、合串、福浦地区も町営デマンドバスとデマンド型ジャンボタクシー（廃止代替バス）が導入されて水俣市役所・水俣総合医療センター・岡部病院・津奈木駅－平国・合串・福浦間で運行を開始した。また、鶴木山線と田川線も運転区間が同日から同じく「あしきたふれあいツクールバス」にそのまま移管された。このため平国線路線バスは利用率が高い水俣市内－つなぎ温泉（津奈木駅）間に短縮され、水俣市内や芦北町内から大崎、女島、平国、鶴木山、田川などを通っていた路線バスは同年9月30日の運行を以て全て廃止された。田川線は元は産交バスで運営され、その後一旦廃止されて廃止代替バスとして2005年3月31日まで九州産交観光（産交観光バス）に移管されて運行されてきたため、2005年4月1日に再び産交バスに移管された後も路線廃止時まで「産交観光」と表記されたバス停が使用されていたのが特徴的であった。晩年は佐敷車庫線は約2.5往復、福浦線は1往復、平国・水俣港線は約5往復、鶴木山線は3往復、田川線は田川→佐敷駅前が早朝に1本、佐敷駅前→田川が夕方1本の1往復のみの運行だった。

## 所属車両
- 基本的に国産4メーカーを取り揃えるが、大型車は配置されておらず、小型車は日野・リエッセと日野・ポンチョさらに日産ディーゼル・RNが配属され、各路線で幅広く運用されている。また、みなくるバス専用車には日野車のリエッセならびにポンチョが新車において購入された他、かつて天草地区で福祉バスとして使用されていた一般乗用車タイプのワンボックスカー（トヨタハイエースコミューター　通称：豆バス）も一部で使用される。過去にはみなくるバス専用車としてかつて熊本市が運行していた『ゆうゆうバス』から転用された三菱エアロミディMJも在籍していたが、新たにポンチョが追加導入されたともに代替され、現在は一般路線カラーに塗り替えられ当営業所管内の一般路線で使用されている。